# Uwe Seeler
Uwe Seeler (ur. 5 listopada 1936 w Hamburgu, zm. 21 lipca 2022 w Norderstedt) – niemiecki piłkarz, występował na pozycji napastnika. Legenda niemieckiej piłki i Hamburger SV. Wieloletni kapitan reprezentacji Niemiec i hamburskiego zespołu.

## Życiorys
W HSV grał już w drużynach juniorskich i barw tego klubu bronił do 1972, zdobywając mistrzostwo Niemiec w 1960 i puchar tego kraju w 1963. Był królem strzelców debiutanckiego sezonu Bundesligi (1963/1964), łącznie w lidze niemieckiej strzelił 137 bramek (w latach 1963–1972).
W reprezentacji Niemiec debiutował wkrótce po zwycięskich dla Niemiec MŚ 54, ostatni mecz rozegrał w 1970, już po MŚ w Meksyku. Łącznie w drużynie narodowej zagrał w 72 spotkaniach i strzelił 43 bramki. Uczestniczył w czterech turniejach finałowych MŚ (1958, 1962, 1966, 1970) rozgrywając na nich 21 spotkań. W każdym turnieju trafiał do siatki przeciwnika. W 1966 zdobył srebrny medal, a w 1970 zajął z drużyną trzecie miejsce.
23 kwietnia 1978 na prośbę Adidasa, z którym był zawodowo związany, pojawił się jako zawodnik-gość w  składzie irlandzkiej drużyny Cork Celtic. Seeler nie zdawał sobie sprawy z tego, że jest to mecz ligowy, ponieważ nie wiedział, że w irlandzkiej lidze w meczach ligowych mogą grać zawodnicy-goście. W przegranym 2:6 z Shamrock Rovers meczu strzelił oba gole.
W latach 1960, 1964 i 1970 wybierano go najlepszym piłkarzem Niemiec. W latach 1995–1998 był prezesem Hamburger SV.
Był dziadkiem Levina Öztunaliego.